# Державний архів Північної Македонії
Державний архів Північної Македонії (ДАРМ) створений у 1951 році. З 1926 року до 1941 архів перебував у складі Державного архіву Сербії в Белграді.
Центральний комітет Комуністичної партії Македонії у 1949 сформував Історичний архів, чиє завдання полягало у зборі матеріалів, пов'язаних з Комуністичною партією. Ці матеріали сьогодні знаходяться в Державному архіві Македонії.
Після створення Державного архіву відразу ж розпочалася робота по створенню загальнонаціональної мережі архів Македонії. Регіональні установи створені в містах Бітола, Куманово, Охрид, Прілеп, Скоп'є, Струмиця, Тетово, Велес і Штип.
Державний архів Македонії має лабораторію по консервації і реставрації та має лабораторію мікрофільмів.
Нове спеціальне приміщення знаходиться в експлуатації з 1969 року, а офіс Архіву знаходяться в центрі Скоп'є, в будівлі, де також розташовується Археологічний музей і Конституційний суд.

## Галерея

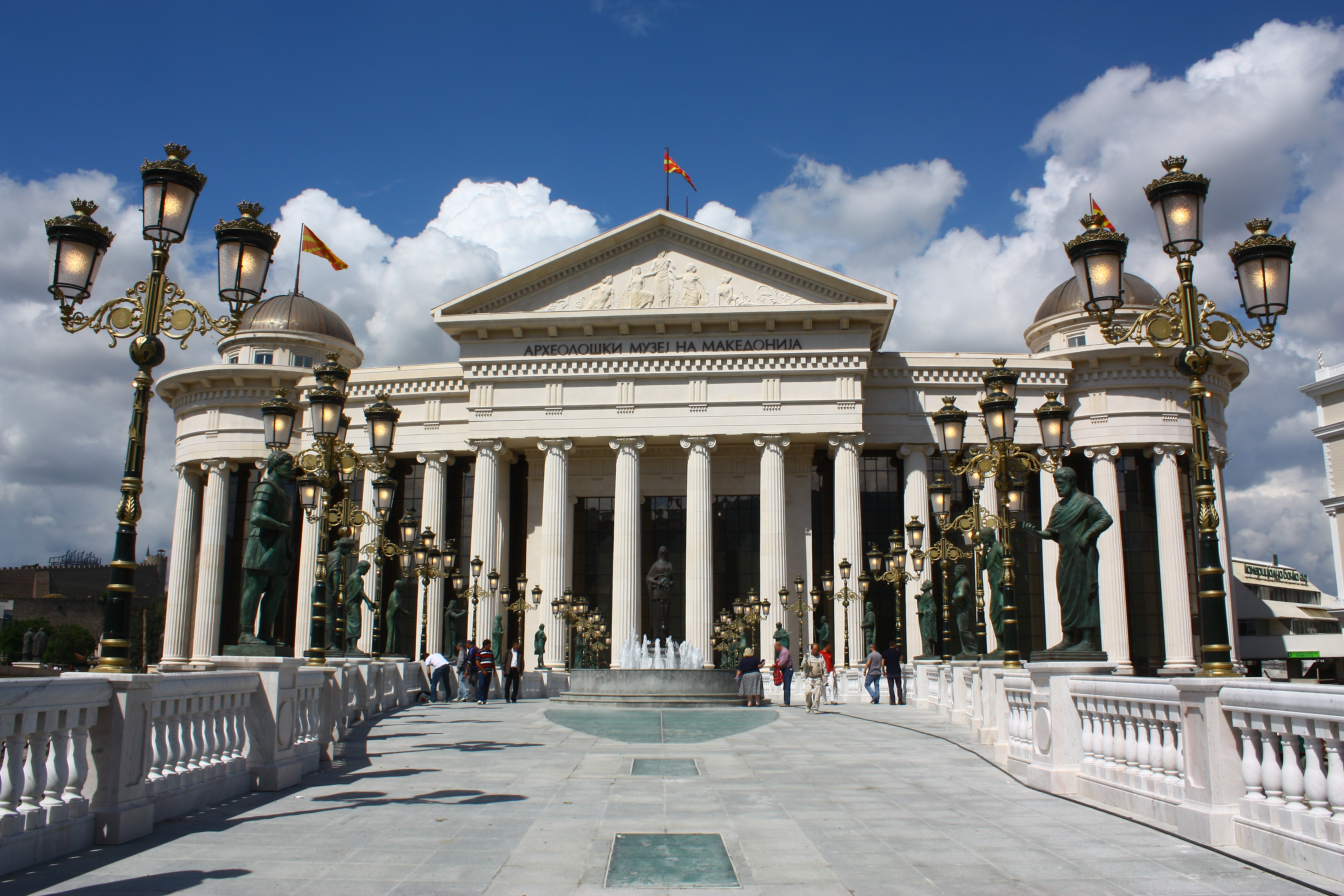
Археологічний музей. Будівля, в якій розташований Державний архів Північної Македонії, Скоп'є
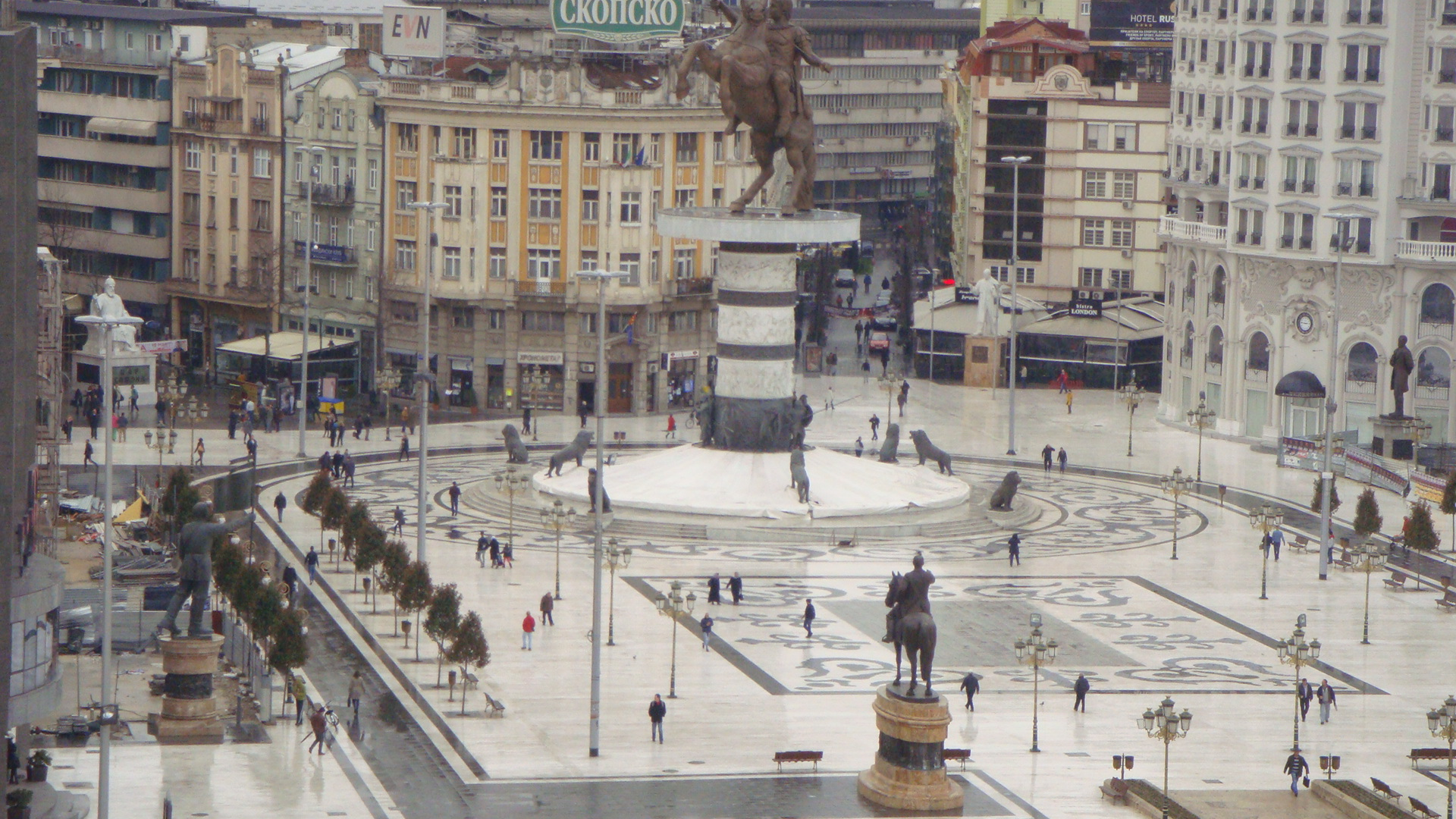
Площа перед Архівом
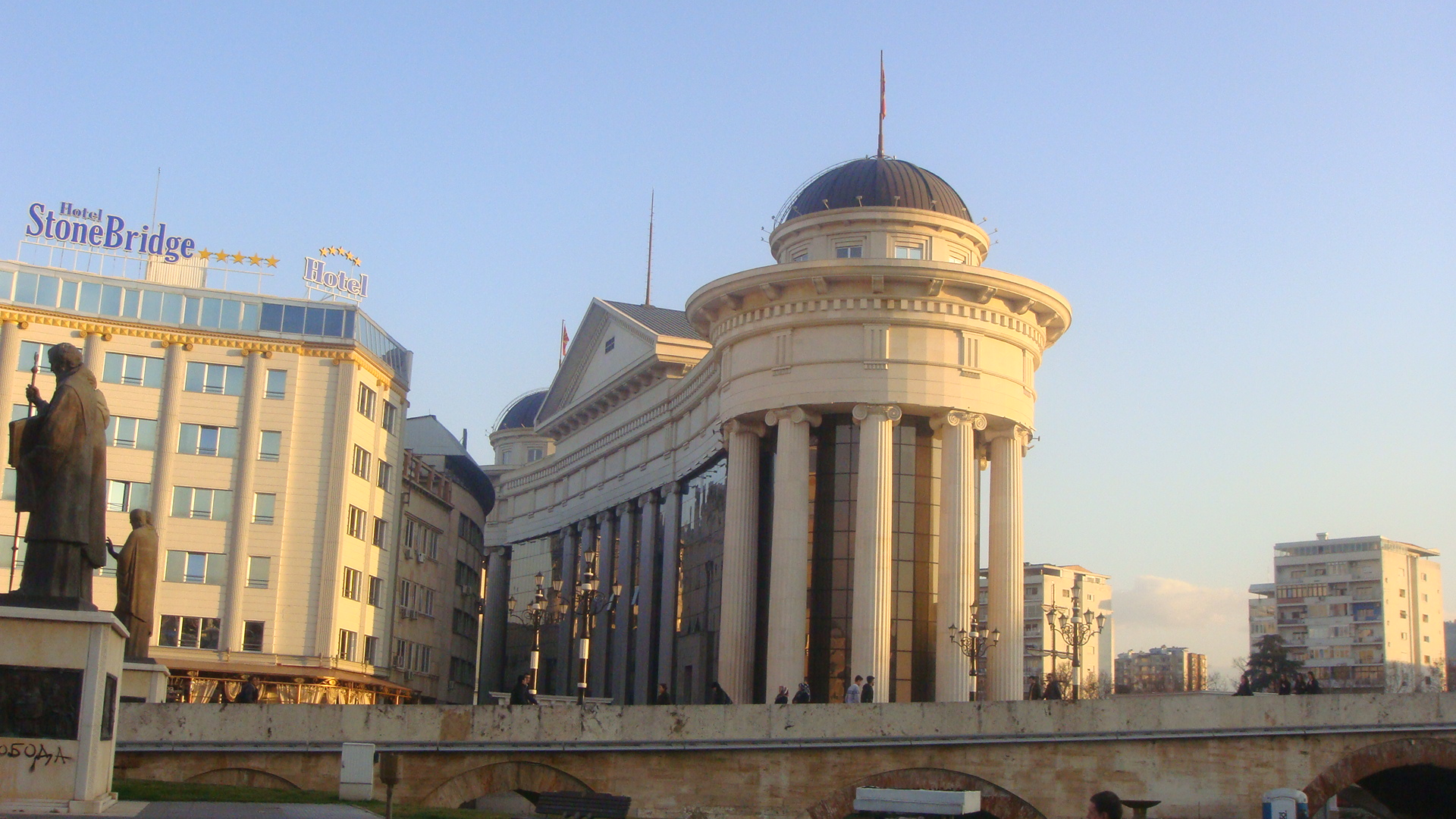
Будівля Архіву, Археологічний музей і Конституційний суд